# Cerkiew Świętej Trójcy w Wałczu
Cerkiew pod wezwaniem Świętej Trójcy – prawosławna cerkiew parafialna w Wałczu. Należy do dekanatu Koszalin diecezji wrocławsko-szczecińskiej Polskiego Autokefalicznego Kościoła Prawosławnego.
Cerkiew znajduje się przy ulicy Kujawskiej.
Świątynia jest byłą ewangelicką kaplicą cmentarną pochodzącą z XIX wieku. W 1947 przeszła na własność parafii prawosławnej. Wewnątrz świątyni ikonostas, pochodzący z rozebranej cerkwi na Lubelszczyźnie. Ikony cerkiew otrzymała w 1947 od metropolii warszawskiej. W 1986 wymieniono okna i okratowano je. W latach 1994–1995 odnowiono freski i ułożono boazerię. Posesja cerkiewna jest ogrodzona i posiada system alarmowy.
Cerkiew i cmentarz wpisano do rejestru zabytków 4 stycznia 1985 pod nr A-707.

## Galeria

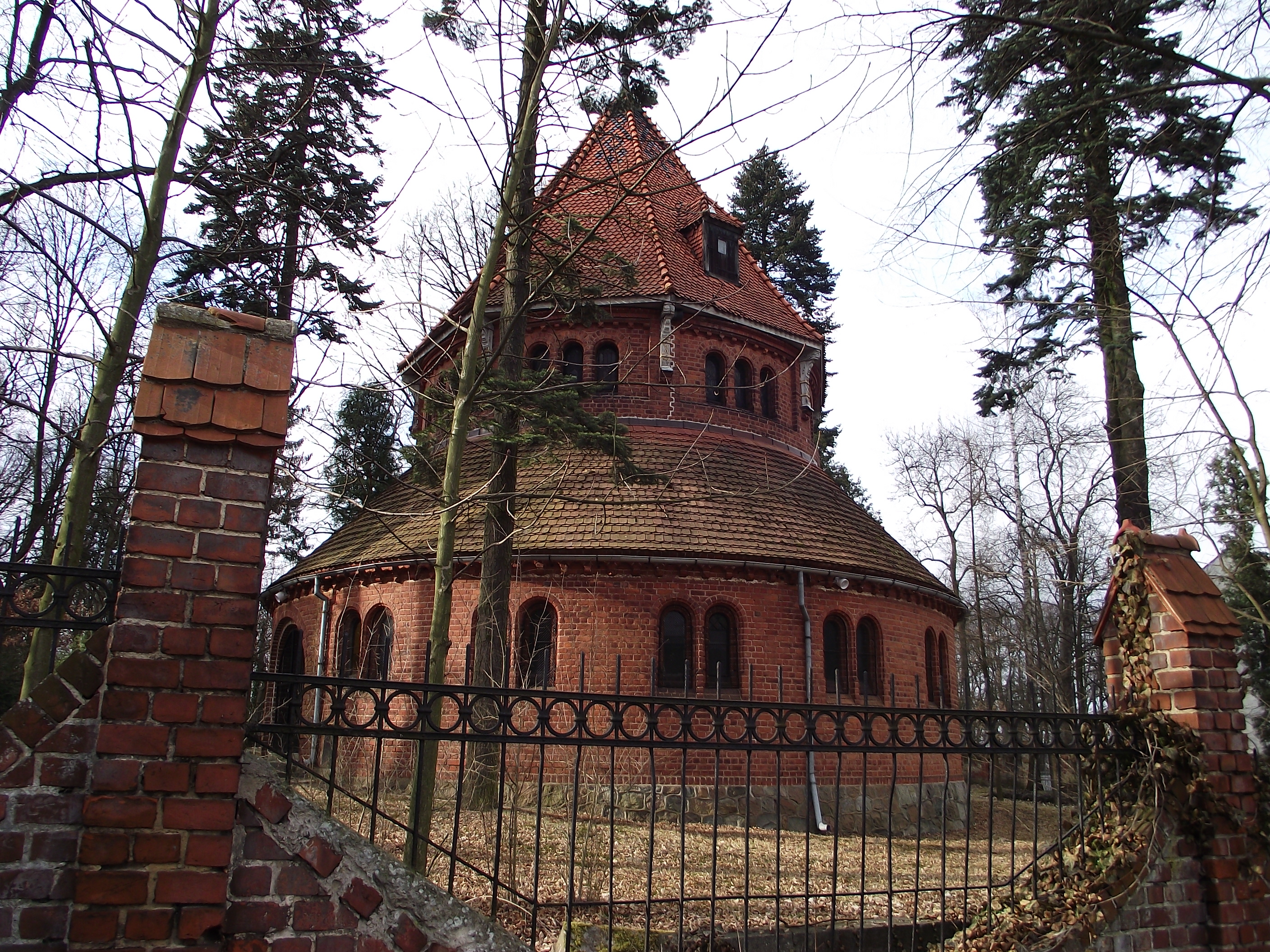
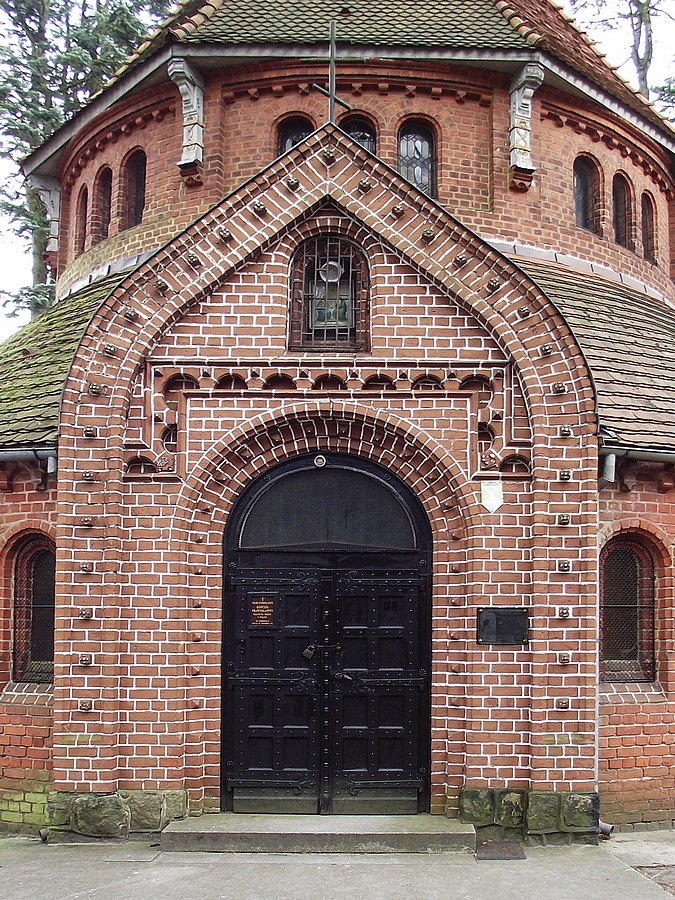
Wejście do cerkwi